# Shoshenq III

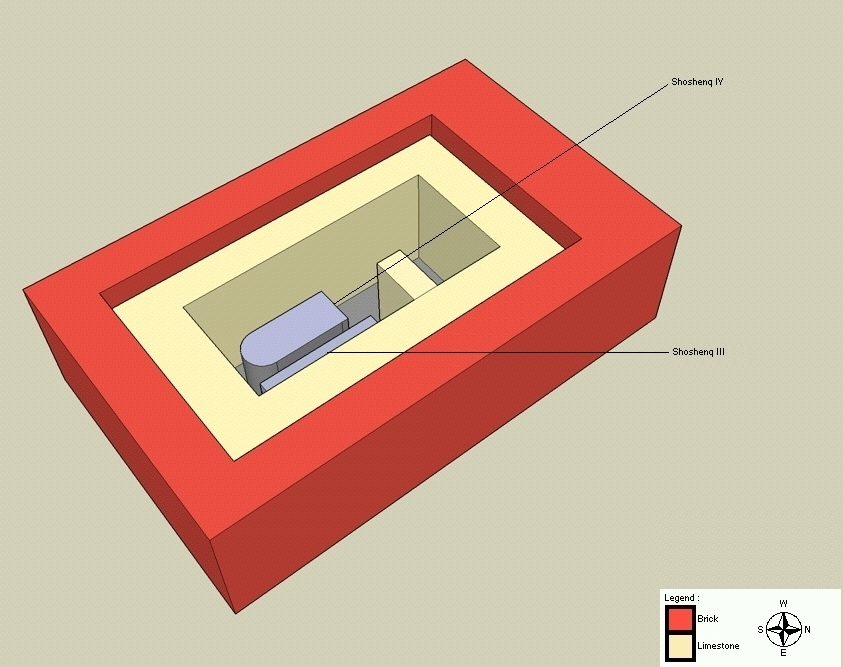
Ngôi mộ NRT V

Usermaatre Setepenre Shoshenq III là một pharaon cai trị thuộc Vương triều thứ 22 trong lịch sử Ai Cập cổ đại. Niên đại trị vì của ông được cho là 39 năm (837 – 798 TCN). Không có bằng chứng cơ sở nào xác định ông là con trai của người tiền nhiệm Osorkon II.

## Trị vì
Từ năm thứ 8 của Shoshenq III, Ai Cập một lần nữa bị chia cắt, với sự có mặt của vua Pedubast I tại Thebes. Từ đó trở đi, các vị vua của Vương triều thứ 22 chỉ kiểm soát vùng Hạ Ai Cập. Đa số các nhà Ai Cập học ngày nay đều đồng thuận rằng, năm thứ 25 của Takelot II tương đương với năm thứ 22 của Shoshenq III.
Vào năm trị vì thứ 28, Shoshenq III đã cho chôn xác một con bò đực Apis tại nghĩa trang Saqqara, việc này được ghi chép lại bởi Đại tư tế Ptah Pediese. Pediese vốn là một thành viên hoàng gia, là cháu nội của vua Osorkon II. Nhà vua cũng đã tổ chức lễ Heb Sed kỷ niệm 30 năm tại ngôi của mình.
Tại kinh đô Tanis, Shoshenq III đã xây một tháp môn bằng đá granite tại đền thờ thần Amun. Ngoài ra ông cũng cho xây dựng thêm nhiều nhà nguyện khác tại các vùng lân cận. Ông cũng cho xây lăng mộ NRT V của mình ngay tại nghĩa trang hoàng gia Tanis, và đã lấy đá của một trình thuộc Vương triều thứ 13 làm quan tài cho mình. Bên cạnh đó là cỗ quan tài của vua kế nhiệm Shoshenq IV.

## Gia đình
Shoshenq III có 3 bà vợ: chính cung Tentamenopet, Tadibast và Djedbastiusankh. Ông có ít nhất 5 người con nhưng không có ai trong số này kế vị ngai vàng. Vì thế có thể suy đoán rằng, những người con của nhà vua đều mất trước ông:
- Công chúa Ankhesen-shoshenq, mẹ là Tentamenopet[4]. Con trai của công chúa lấy một con gái của tư tế Pediese[7].
- Thái tử Bakennefi A, người được dự định kế vị Shoshenq nhưng mất sớm, mẹ là Tadibast[4].
- Hoàng tử Takelot C, mẹ là Djedbastiusankh, được phong tướng[4].
- Hoàng tử Pashedbast B, không rõ mẹ, mất sớm[4][8].
- Hoàng tử Pimay, không rõ mẹ, tước phong "Đại thủ lĩnh của Meshwesh". Ông từng bị nhầm lẫn với vua Pami, người cai trị ngắn ngủi sau Shoshenq IV[9].
- Đại tư tế tên Padebenhenbast (?), không rõ có phải là con của ông hay không[4][8].

## Lăng mộ

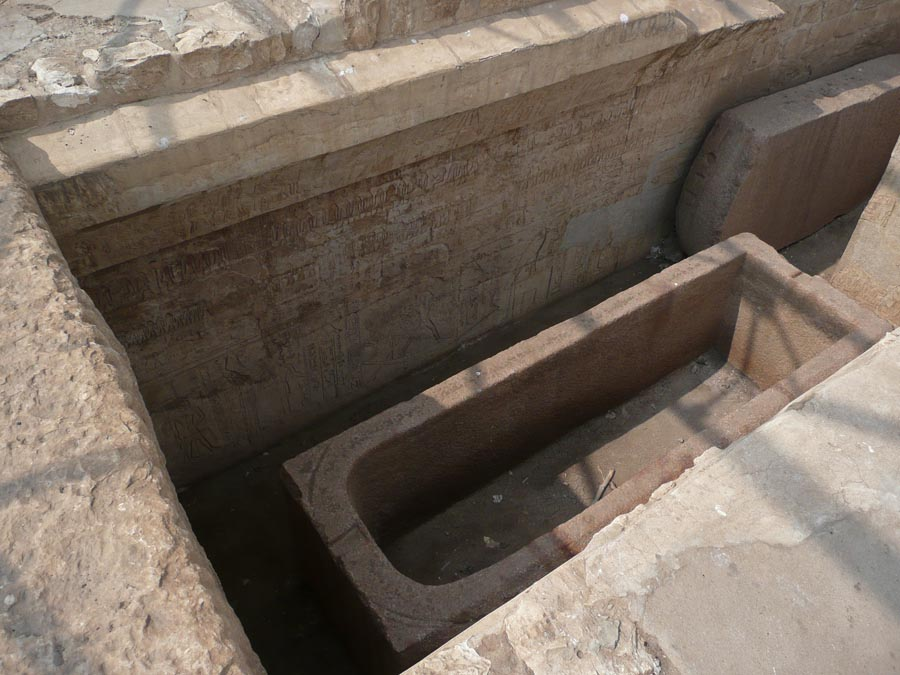
Cỗ quan tài đá trong ngôi mộ của Shoshenq III
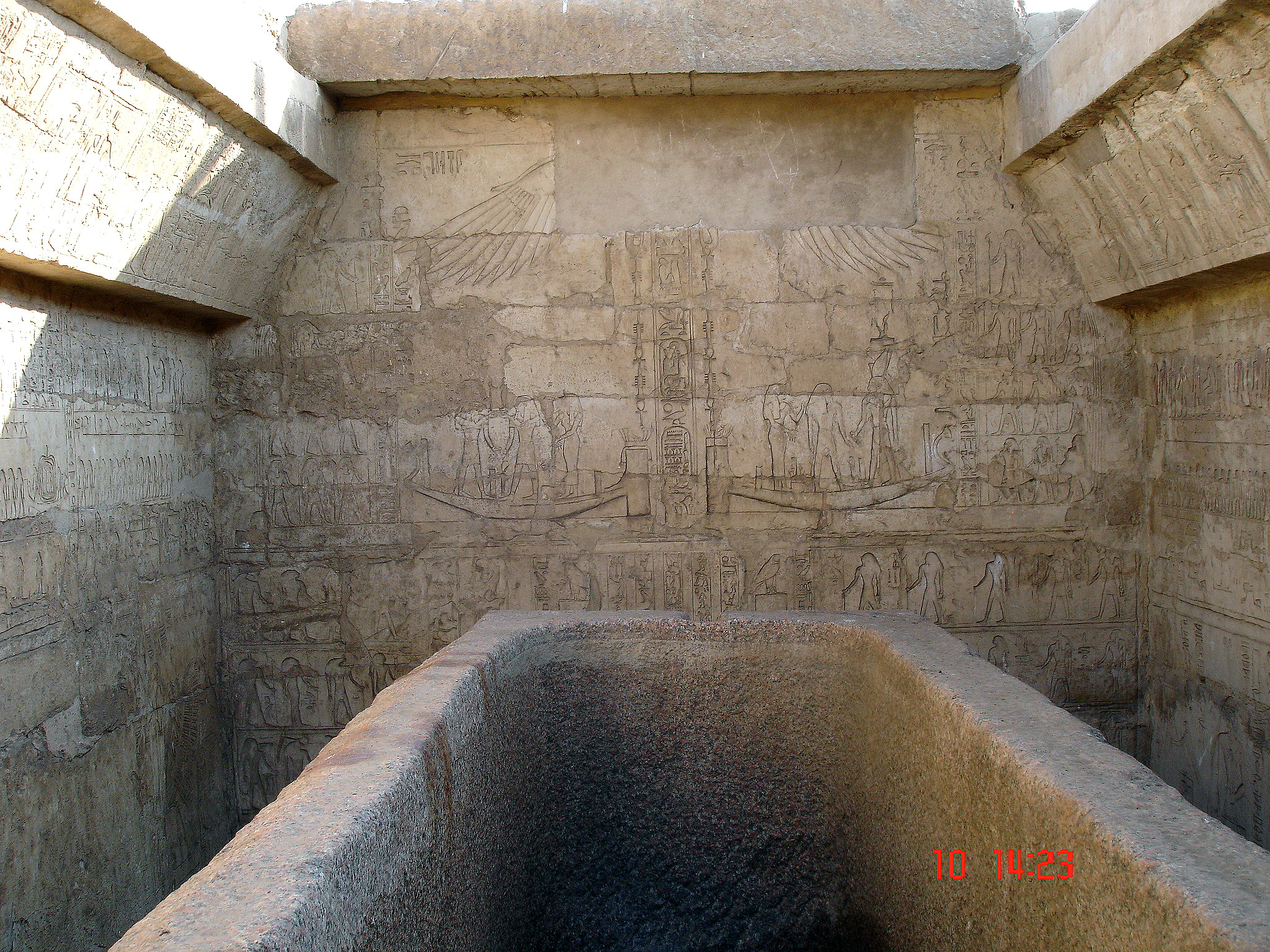
Phù điêu ở phía nam ngôi mộ